# Thalasseus maximus

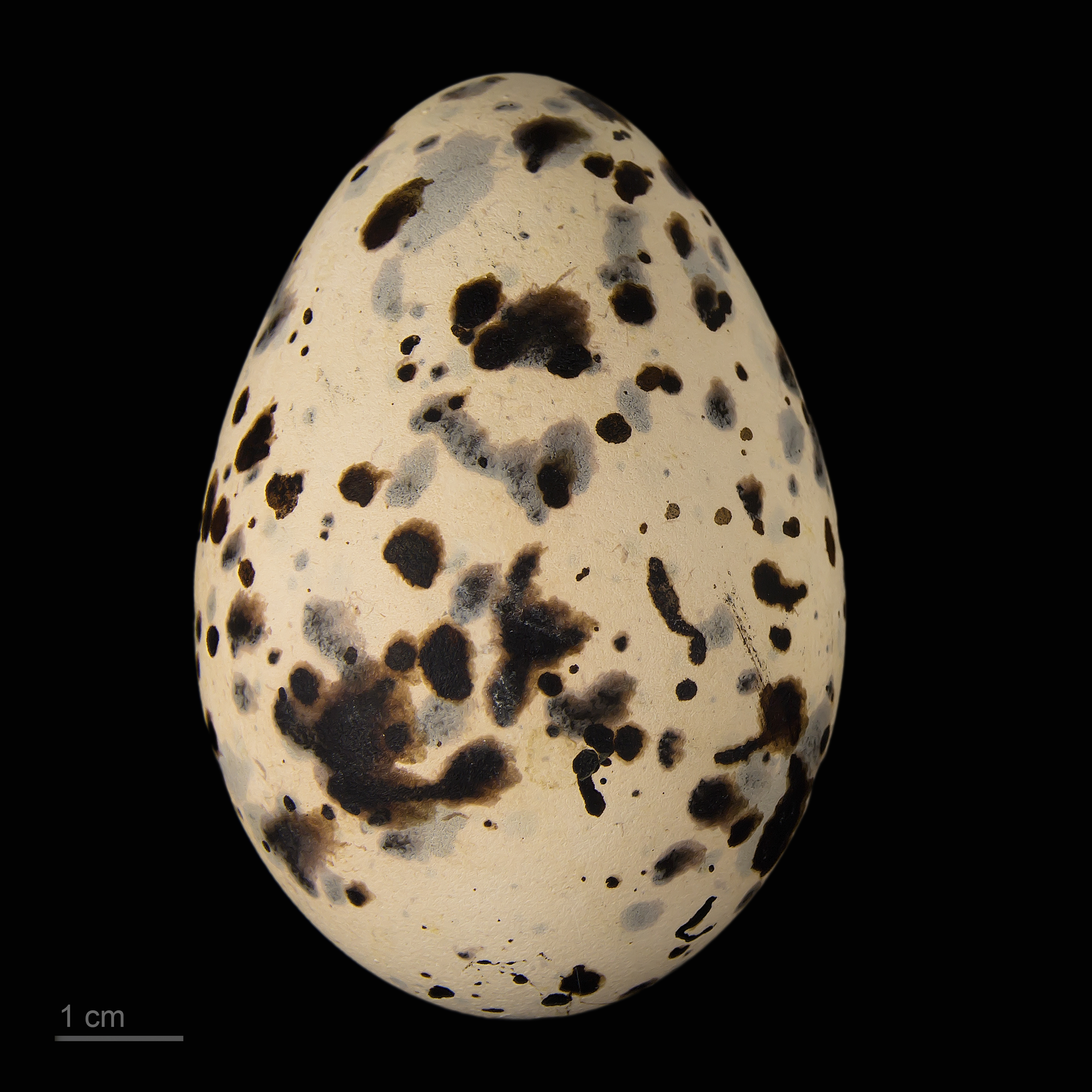
Thalasseus maximus albididorsalis

La sterna reale (Thalasseus maximus, Boddaert 1783) è un uccello della sottofamiglia Sterninae, nella famiglia Laridae.

## Tassonomia
Thalasseus maximus ha due sottospecie:
- T. maximus albididorsalis
- T. maximus maximus

## Descrizione
La sterna reale è chiamata così a causa di due particolari ciuffi di piume nere ai lati del capo, che a differenza delle altre specie è insolitamente bianco. Ha il collo, la nuca e il ventre bianchi, mentre il dorso e le ali sono grigi. Le zampe sono nere e palmate,
il becco è arancione acceso.

## Distribuzione e habitat
Questa sterna abita prevalentemente le coste atlantiche di Africa e Sud America, ma anche quelle di Nord America e Europa. È presente anche nei Caraibi e sulle coste pacifiche delle Americhe dal Cile fino alla California. Raramente visibile anche in Sudan. È un uccello marino, frequenta le coste sabbiose e ghiaiose e caccia in mare aperto.